# 자크 르 고프
자크 르 고프(프랑스어: Jacques Le Goff, 1924년 1월 1일~2014년 4월 1일)는 프랑스의 역사학자이다.
19세기 역사 연구를 지배 한 정치, 외교 및 전쟁 주제에 대한 장기적인 추세를 강조하는 아날학파 운동을 옹호했다. 르 고프는 중세가 고전 고대와 현대 세계 와는 구별되는 자체 문명을 형성했다고 주장했다. 

## 생애
툴롱에서 태어난 르 고프는 중세 시대 서유럽의 역사적 인류학 연구에 전념했다. 그는 "중세기"라는 이름과 그 연대기에 이의를 제기하는 것으로 잘 알려져 있다.     